# Nati nel 1503
| Questa pagina contiene informazioni ricavate automaticamente dalle voci biografiche con l'ausilio del template Bio e di un bot. L'aggiornamento è periodico e automatico e ricostruisce completamente la pagina. Se manca una persona in questa lista, sei pregato di non aggiungerla, ma accertati piuttosto che la sua voce biografica contenga il template Bio e che i dati anagrafici siano correttamente compilati. Se il template Bio manca, inseriscilo tu stesso o, in alternativa, metti l'avviso {{tmp\|Bio}} che ne segnala la mancanza. Se i dati riportati sono sbagliati, correggi direttamente la voce biografica; le modifiche saranno visibili in questa lista entro pochi giorni. Per chiarimenti vedi il progetto biografie. La lista contiene solo le 62 persone che sono citate nell'enciclopedia e per le quali è stato implementato correttamente il template Bio. Pagina aggiornata al 18 ago 2025. |

## Gennaio(1)
- 11 gennaio - Parmigianino, pittore italiano († 1540)

## Febbraio(1)
- 24 febbraio - Johann Gropper, cardinale tedesco († 1559)

## Marzo(5)
- 4 marzo - Elisabetta d'Assia, principessa († 1563)
- 4 marzo - Umberto Locati, vescovo cattolico italiano († 1587)
- 10 marzo - Ferdinando I d'Asburgo, imperatore († 1564)
- 17 marzo - Niccolò Ardinghelli, cardinale italiano († 1547)
- 19 marzo - Benedetto Varchi, umanista, scrittore e storico italiano († 1565)

## Aprile(2)
- 6 aprile - Jakob Micyllus, umanista tedesco († 1558)
- 18 aprile - Enrico II di Navarra, re († 1555)

## Maggio(1)
- 1º maggio - Celio Secondo Curione, umanista italiano († 1569)

## Giugno(3)
- 19 giugno - Isabella Sforza, letterata italiana († 1561)
- 28 giugno - Giovanni Della Casa, letterato, scrittore e arcivescovo cattolico italiano († 1556)
- 30 giugno - Giovanni Federico I di Sassonia, tedesco († 1554)

## Luglio(2)
- 13 luglio - Giovanni Trevisan, abate e patriarca cattolico italiano († 1590)
- 23 luglio - Anna Jagellone, principessa ungherese († 1547)

## Agosto(1)
- 12 agosto - Cristiano III di Danimarca, re († 1559)

## Settembre(3)
- 8 settembre - Shimazu Katsuhisa, militare giapponese († 1573)
- 13 settembre - John Leland, antiquario e poeta inglese († 1552)
- 20 settembre - Andrzej Frycz Modrzewski, filosofo, teologo e scrittore polacco († 1572)

## Ottobre(1)
- 24 ottobre - Isabella d'Aviz († 1539)

## Novembre(5)
- 11 novembre - Martín Pérez de Ayala, arcivescovo cattolico spagnolo († 1566)
- 12 novembre - Filippo duca del Palatinato-Neuburg, nobile tedesco († 1548)
- 13 novembre - Ippolita Gonzaga, nobile italiana († 1570)
- 17 novembre - Agnolo Bronzino, pittore italiano († 1572)
- 19 novembre - Pier Luigi Farnese, nobile italiano († 1547)

## Dicembre(1)
- 20 dicembre - Cosimo Bartoli, umanista, scrittore e filologo italiano († 1572)

## Senza giorno specificato(36)
- Salvatore Alepus, arcivescovo cattolico spagnolo († 1566)
- Veit Amerbach, teologo tedesco († 1557)
- Andō Morinari, militare giapponese († 1582)
- Maria d'Aragona, nobildonna italiana († 1568)
- Aleramo Beccuti, giurista italiano († 1574)
- Giovanni Battista Boiardo, nobile († 1528)
- Matteo Bruni, giurista italiano († 1575)
- Pedro de Campaña, pittore fiammingo († 1580)
- Alessandro Caravia, poeta italiano († 1568)
- Bartolomé Carranza, arcivescovo cattolico e teologo spagnolo († 1576)
- Chōsokabe Kunichika, militare giapponese († 1560)
- Robert Estienne, editore, filologo classico e grammatico francese († 1559)
- Marino Freccia, giurista, storico e nobile italiano († 1566)
- Giandomenico Gagini, scultore italiano († 1560)
- Giacomo Grimaldi Durazzo, doge († 1579)
- Diego Hurtado de Mendoza y Pacheco, poeta, umanista e diplomatico spagnolo († 1575)
- Kitabatake Harutomo, militare giapponese († 1563)
- Silvestro Landino, gesuita italiano († 1554)
- Livieno da Anversa, pittore e architetto olandese († 1578)
- Giovan Battista Mantovano, pittore e incisore italiano († 1575)
- Coriolano Martirano, umanista, drammaturgo e vescovo cattolico italiano († 1557)
- Jeronima Merlini, italiana († 1529)
- Benedetto Pagni, pittore italiano († 1578)
- Aonio Paleario, umanista italiano († 1570)
- Lorenzo di Piero Ridolfi, politico italiano († 1576)
- Henry Seymour, nobile inglese († 1578)
- Peder Skram, ammiraglio danese († 1581)
- Tomé de Sousa, esploratore e militare portoghese († 1579)
- Jean Suau, cardinale e vescovo cattolico francese († 1566)
- Michele di Ridolfo del Ghirlandaio, pittore italiano († 1577)
- Isabella Villamarina, letterata e nobile italiana († 1559)
- Thomas Wyatt, poeta e diplomatico inglese († 1542)
- Yu Dayou, generale cinese († 1579)
- Yūki Masakatsu, militare giapponese († 1559)
- Pero de Góis, politico e militare portoghese († 1554)
- Nostradamus, astrologo, scrittore e farmacista francese († 1566)